# Palazzo Ferro Fini
Palazzo Ferro Fini è un palazzo di Venezia che si trova nel sestiere di San Marco, affacciato sul Canal Grande di fianco al Rio dell'Alboro. Quasi di fronte, sull'altra riva del Canal Grande, c'è la basilica di Santa Maria della Salute. È sede del Consiglio regionale del Veneto.

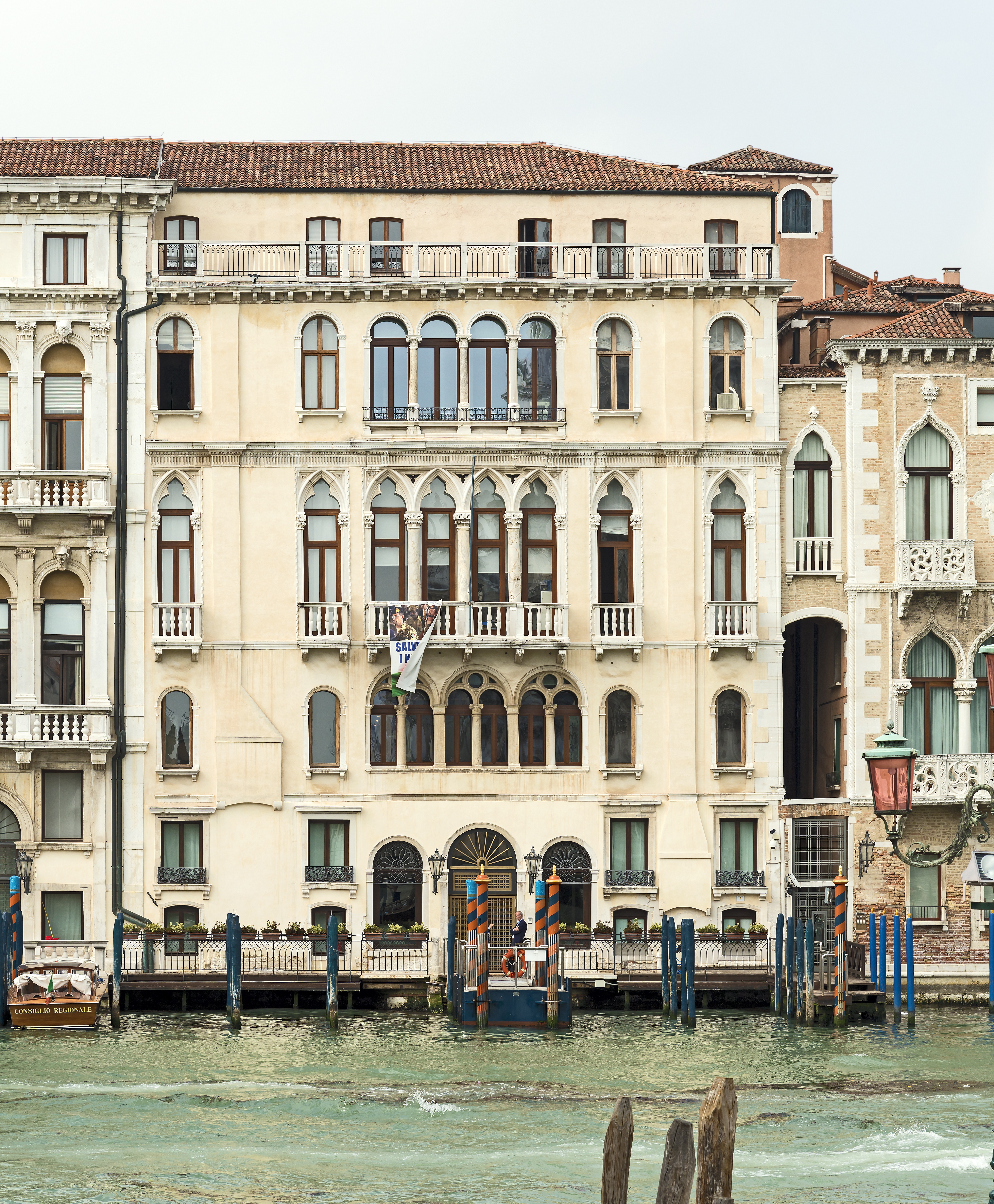
Palazzo Manolesso Ferro, facciata

È formato dall'unione di due distinti edifici: Palazzo Flangini Fini, più largo, e Palazzo Manolesso Ferro. Percorrendo il Canal Grande verso il Bacino di San Marco si trova sulla sinistra, dopo il Palazzo Pisani Gritti e prima di Palazzo Contarini Fasan.

## Storia
Palazzo Flangini Fini era a sua volta diviso in due edifici (uno più largo dei Contarini, l'altro dei Da Ponte), prima che nel 1638 l'avvocato greco Tommaso Flangini li acquistasse entrambi, affidandone la ricostruzione a Pietro Bettinelli. Passati per lascito testamentario alla comunità greca di Venezia, furono acquistati nel 1662 da un altro avvocato greco, Girolamo Fini, che incaricò Alessandro Tremignon di uniformare la facciata e di completare gli interni.
Palazzo Manolesso Ferro, acquistato nel tardo XIV secolo dal doge Michele Morosini, passò verso il 1740 ai Ferro e da questi per eredità ai Manolesso. Negli anni '60 del XIX secolo divenne Hotel Nuova York.
Pochi decenni dopo gli Ivancich, armatori, acquistarono entrambi gli edifici unificandoli in un Grand Hotel che ebbe grande prestigio fino alla seconda guerra mondiale. Nel 1972 divenne proprietà della Regione Veneto, che ne avviò i lunghi ed accurati restauri.

## Descrizione
Palazzo Flangini Fini presenta una facciata asimmetrica di maestosa classicità, con polifore e monofore a tutto sesto con teste in chiave d'arco ai due piani nobili e simili portali d'acqua. Di rilievo anche i marcapiani e la linea di gronda.
La facciata di palazzo Manolesso Ferro, più antica, combina diversi stili: l'ammezzato presenta una trifora di gusto rinascimentale; al primo piano nobile si trovano finestre gotiche con arco trilobato, mentre al secondo piano ritornano i riferimenti classici negli archi a tutto sesto.
I restauri curati dalla Regione Veneto mirarono da un lato al recupero della originaria suddivisione degli spazi, alterata nei secoli dalle varie destinazioni d'uso (ad es. atrio al piano terra, portego al piano nobile, cortili); dall'altro lato all'adattamento del complesso alla nuova funzione di sede istituzionale.
Gli interni dell'edificio sono impreziositi da affreschi, stucchi, vetri di Murano. Il soffitto dell'ufficio del Presidente del Consiglio Regionale presenta un affresco a soggetto mitologico di Pietro Liberi.